# Código de área 914

El área azul es el estado de Nueva York; el área roja es el código de área 914

914 es el código de área estadounidense para el estado de Nueva York abasteciendo al condado de Westchester, incluyendo al río Hudson. Fue uno de los primeros prefijos establecidos en 1947.
Hasta el 2000, el código de área 914 cubría también a los condados de Rockland, Putnam, Orange, Dutchess, Ulster, Sullivan y Delaware, incluyendo Westchester. Sin embargo, debido al crecimiento de celulares y las conexiones de dial-up de Internet, el prefijo 914 fue dividido el 5 de junio de 2000, y Westchester se quedó con el código de área 914, y el código de área 845. Los números de celulares que tenían el código de área 914 antes de que fueran divididos, se quedaron con el 914.
Además de las modificaciones anteriores, 914 incluía a los condados de Long Island de Nassau y Suffolk hasta que se creó en 1951 el código de área 516.